# طوقريون جبلي
طوقريون جبلي    (الاسم العلمي Teucrium marum)، نبات معمر من فصيلة الشفويات يعلو من 5 إلى 25 سم. سوقه هزيلة، نائمة، مُخضَوضِرة: أوراقه خطية لبدية، مرمدة اللون. أزهاره مُصفرة اللون الأبيض، في رؤوس نصف كروية. يرغب الصخور الكلسية. يُستعمل كالطوقريون المخزني. أعيد تسجيله في الفرماكوبيا الحديثة عام 1975.